# Királyság Terem
A Királyság Terem  vagy Királyság-terem (angolul: Kingdom Hall) a Jehova Tanúi összejöveteli, istentiszteleti helyeinek elnevezése.
A kifejezést először Joseph Franklin Rutherford, a Őrtorony Biblia és Traktátus Társulat vezetője javasolta 1935-ben, egy honolului épület elnevezésekor. Jehova tanúi a Királyság-termekben Jehova Isten imádatát és a Biblia magyarázatát végzik.

## Felhasználása

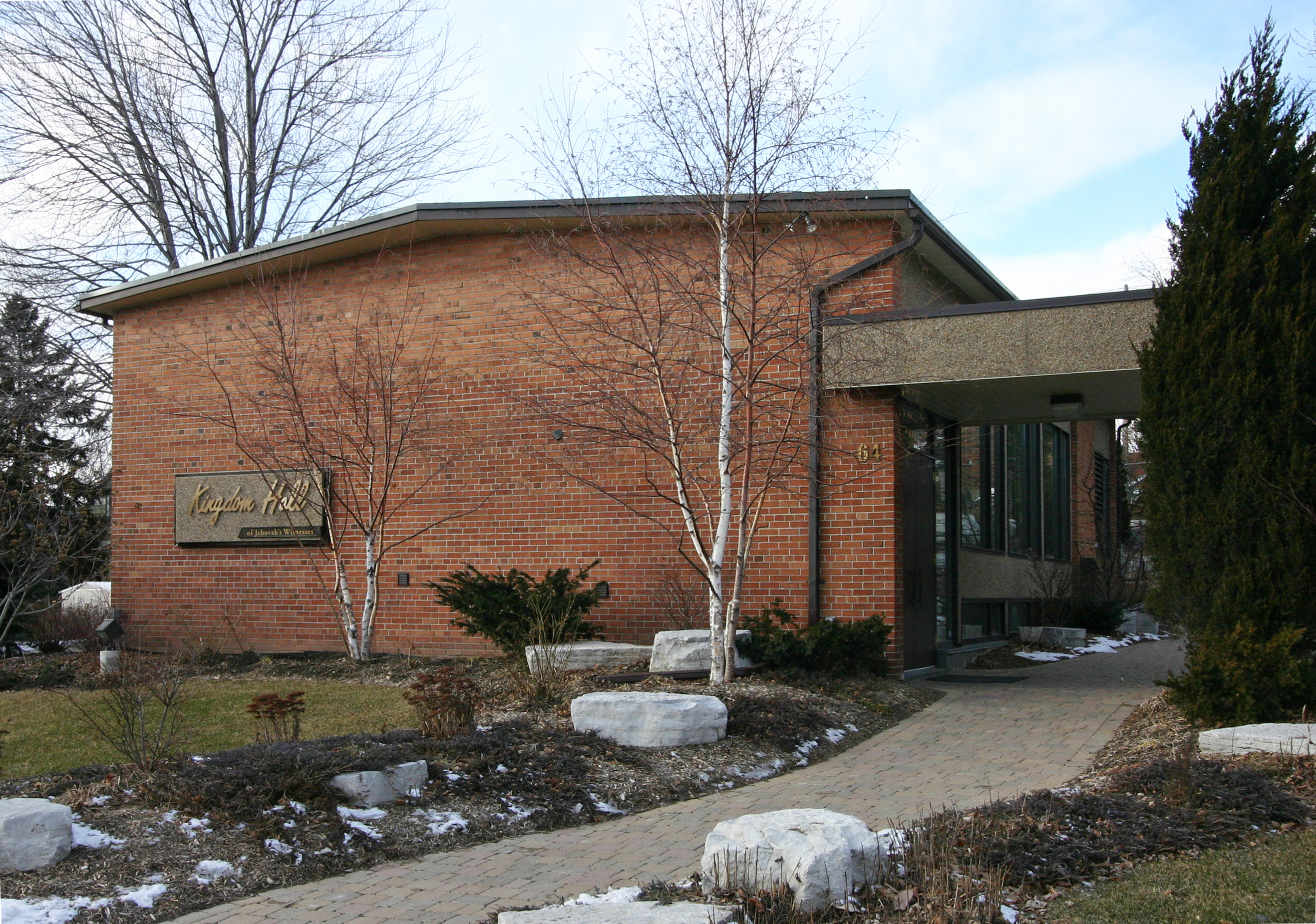
Jehova Tanúi egy királyságterme Torontóban

Egy gyülekezetnek heti két alkalommal van gyülekezeti összejövetele a helyi Királyság-teremben – ha több gyülekezet is használja ugyanazt az épületet, akkor beosztják, hogy mely gyülekezet tagjai, mikor látogassák. Viszont – noha az épületek nagyszerű konferenciateremként szolgálnának – nem adják ki a saját összejöveteleken kívül más rendezvényre, kivéve ha a gyülekezet tagjainak esküvőjére, rosszabb esetben temetési beszédekre.

### Az összejövetelek menete
A találkozók énekléssel és imával kezdődnek és végződnek. 
- A hétköznapokon tartott összejövetel, más néven a Szolgálati program három félórás programból áll, bevezetésekkel együtt összesen 1 óra 45 perces
- A hétvégi összejövetel keretében egy félórás Bibliai témájú előadás hangzik el és egy egyórás megbeszélést tartanak az Őrtorony folyóiratból. Ez az összejövetel is 1 óra 45 perces.

- A Bibliai témájú nyilvános előadás keretében egy tapasztaltabb szónok beszél egy előre meghatározott Bibliai témáról. Az előadás elsősorban nem az egyház tagjainak, hanem az érdeklődőknek szól, ám az előadók többsége igyekszik olyan gondolatokat megosztani, mely minden jelenlévő számára hasznos lehet.
- Az Őrtorony-tanulmányozást az Őrtorony Tanulmányozásra szánt kiadásából folytatják, mely során a próféciákról, korai hűségesekről, Jézus életének tanulságairól, Bibliai tanításokról és más hasonló témákról vesznek át egy cikket. A bekezdéseket a felolvasó olvassa, a tanulmányozásvezető pedig előre nyomtatott és további kérdéseket tesz fel, melyre a hallgatóság válaszol jelentkezéses formában.

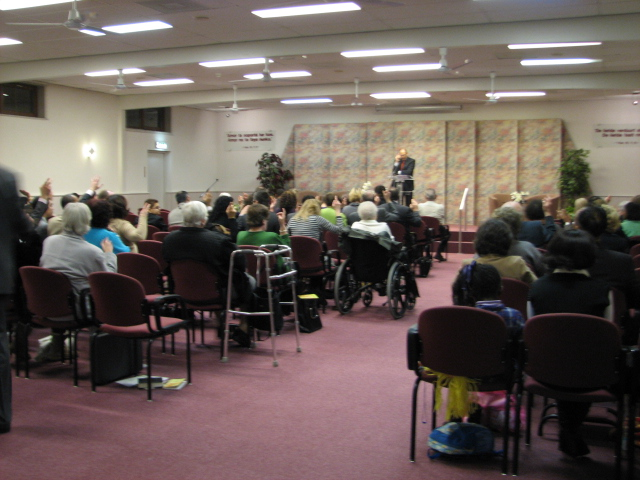
Egy királyságterem belül

## Építése és fenntartása
Néhány külföldi Királyság-terem két nap alatt épült fel, és a harmadikon már összejövetelt tartottak benne. Valójában általában hónapokig tartanak az előkészületek; a telek kialakítása, az alapozás, az épület felhúzása, és a kert/parkoló elkészítése. Maga az építkezés szabvány szerint 2 hónapig tart. Az építők mindig hithű Jehova Tanúi – akár más országokból –, akik önként jelentkeznek az építésben, kertgondozásban való részvételre. Sok épület az adott éghajlatra és nemzeti szokásoknak megfelelően készített, jól átgondolt szabvány alapján épül fel. Magyarországon is így működik, az utóbbi években évi 10-12 terem épül fel, így ma már átlagosan két gyülekezetre jut egy terem. Jelenleg nálunk körülbelül 140 Királyság-terem található, melyet Jehova Tanúi 291 magyarországi gyülekezete használ.
A fenntartás költsége nagyrészt az azt használó gyülekezeteket terheli. Nagyobb felújításokat, átépítéseket – és magát az építkezést is – a Területi Építési Bizottság (Regional Building Committee) irányítja. Jehova tanúi több országban hoztak létre ilyen bizottságokat, hogy felügyeljék a királyságtermek és összejöveteli helyek építését és fenntartását. Az általában – rendszerint építőipari tapasztalatokkal rendelkező – 5-7 főből álló bizottság koordinálja az épületek kezelésével összefüggő pénzügyeket; a funkcionalitás mellett legyen az épület vonzó, de a lehető legolcsóbb. Együttműködnek a helyi Jehova Tanúi gyülekezetekkel, amelyek Királyság-termet szeretnének építeni vagy felújítani Jehova Tanúi helyi fiókhivatalának egyetértésével. A bizottság segít a telek kiválasztásában, megvásárlásában, az építési anyagok beszerzésében, valamint irányítja az önkéntes munkaerőt. Ez a bizottság teszi lehetővé, hogy nagyon rövid idő alatt lebonyolítsák az építkezéseket, felújításokat.
Az anyagi fedezetet az adományok teremtik meg; azok a gyülekezetek, ahol több bevétel keletkezik – elsősorban a nyugati országokban – a szervezet pénzalapjaiba fizetnek, amelyek a szegényebb területeket "támogatják". (Valójában a kölcsön után a helyi gyülekezetnek vállalnia kell, hogy a Terem megépítése után ők maguk is támogatják a más országokban épülő Termeket a saját anyagi lehetőségeik figyelembe vételével, az ország központi Bétel-otthonának a közvetítésével a főhivatal felé.) Nem kérnek ugyanakkor semmilyen állami támogatást az építkezésekhez, mindent önerőből valósítanak meg.

## Épületek kinézete
Teljes mértékben részei Jehova tanúi imádati életének, ugyanakkor mivel elsősorban oktatási céllal készülnek, ez megmutatkozik a szerkezetükben; nélkülözik a történelmi egyházak templomainak díszítettségét.
Mára változatos méretű és kivitelezésű Királyság-termek vannak. Egyszerű, visszafogott kivitelű, funkcionális szerkezetek; de teljesen praktikusak, tiszták és vonzóak. Mivel a Tanúk nem használnak vallási szimbólumokat, ilyenek nem kerülnek a falakra. Semmi sem tiltja viszont festmények – nem szentképek! – és esetleg a gyülekezetről készült fényképek kitételét. Azonban minden gyülekezet termében megtalálható az éviszöveg, amely adott évben minden gyülekezetben azonos Bibliából származó idézet.
Például a 2014-es éviszöveg a következő lesz:
"Jöjjön el a királyságod” (Máté 6:10)"

## Jehova Tanúi más hivatalos ingatlanai
A Királyság-termen kívül más épületek is fontos szerepet töltenek be a Társulat életében. Az alábbiakban ezek kerülnek felsorolásra.
Kongresszusi Terem (Assembly Hall) – Jehova Tanúi évente három nagy rendezvényt tartanak, melyet kongresszusnak hívnak. Ebből egy a Regionális, mely három napos, és általában egy nagyobb, bérelt helyen tartják. A másik kettőt – a Körzetkongresszus – kisebb 800-900 fős "körzetrészekben" tartják nagyrészt a saját Kongresszusi Termükben, mely Budapesten, Csepelen található. A Csepeli Kongresszusi Terem nagyterme egyébként legfeljebb 1800 fő befogadására alkalmas. Más országokban is épültek ilyen termek, nyugaton akár közel tízezer fős saját csarnokok is. A Kongresszusi Teremben tartanak még más nagyobb rendezvényeket is.
Fiókhivatal vagy más néven 'Bétel' (Bethel) – Több országban található épületkomplexum, melyben az adott ország és esetleg a környező országok prédikálómunkáját irányítják.

## Lásd még
- Jehova tanúi
- Jehova tanúinak története

### Magyarul
- Hivatalos oldaluk magyar nyelven – hitnézetük, kiadványaik többféle letölthető formátumban
- Hivatalos oldaluk magyar nyelven – Jehova Tanúi összejöveteleinek keresése

### idegen nyelven
- Hivatalos oldaluk
- Imádati szokásaik